# Ústav leteckého zdravotnictví

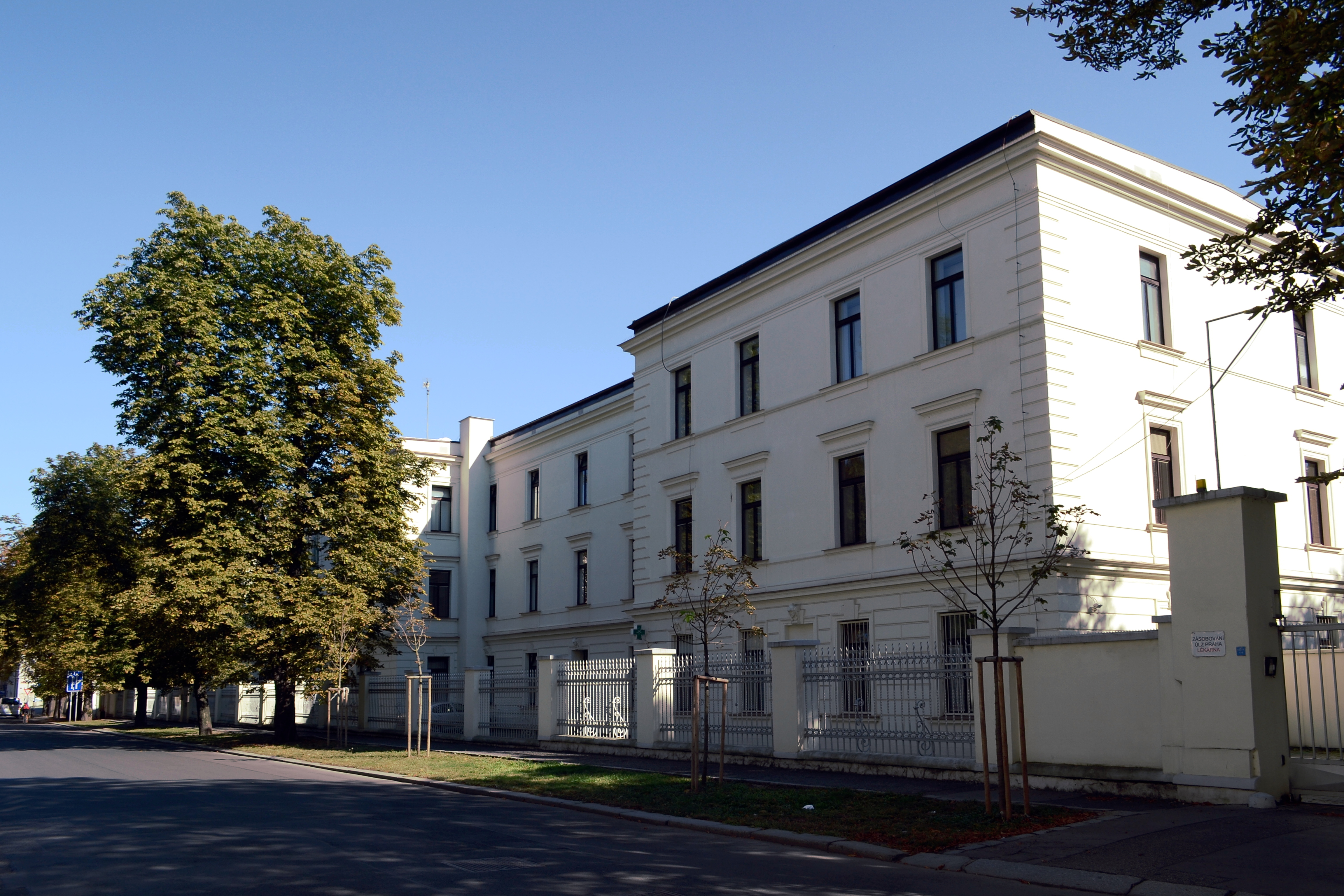
Budova Ústavu leteckého zdravotnictví v ulici Generála Píky v Praze-Dejvicích

Ústav leteckého zdravotnictví (zkráceně:ÚLZ) v Praze je specializované zdravotnické zařízení Armády České republiky, které se nachází v Praze 6 v Dejvicích v ulici Generála Píky a dále též v areálu Ústřední vojenské nemocnice.
Jedná se o specializované diagnostické a léčebné zdravotnické zařízení, které provádí i specializovanou posudkovou a výcvikovou činnost. Má celostátní působnost pro veškerý létající personál (vojenský, policejní, civilní). Poskytuje některé velmi specifické služby, které jsou v běžné společenské praxi využitelné i pro potřeby občanů respektive zdravých i nemocných osob (pacientů).
Ústav bývá často oprávněně kritizován za neúměrné zvyšování požadavků na zdravotní způsobilost i přes to, že tyto požadavky jsou závazné na úrovni Evropské unie. Oproti ostatním členským statům tedy zde piloty podrobují přísnějším zdravotním prohlídkám oproti zahraničí, za což jsou často kritizování odbornou praxí. Velmi kontroverzní jsou také psychotesty, které předpisem nejsou na úrovni zdravotní způsobilosti požadavkem, i přes to je ale Ústav Leteckého Zdravotnictví provádí. Psychotesty ale nejsou nastaveny způsobem, kdy by za úkol měly odhalit např. nejrůznější psychologické poruchy (schizofrenie, deprese apod.), nicméně irelevantně posuzovat “vyzrálost” jedince, jako například v matematice, prostorové představivosti a krátkodobé/dlouhodobé paměti. Vzhledem k tomu, že se nikdy neprokázala jejich efektivita, spíše naopak vylučují z letecké praxe jedince, kteří evropské regule splňují, jsou velmi často předmětem kritiky u nás i zahraničních institucí.

## Hlavní činnost
- provádí vstupní a předepsaná pravidelná zdravotní vyšetření všech příslušníků leteckého personálu (piloti, palubní průvodčí, výsadkáři, pracovníci řízení letového provozu atd.) a dále též osob vykonávajících činnost v dalších specializovaných neleteckých profesích jako jsou potápěči, hasiči, záchranáři, policisté apod.
- provádí léčebnou a posudkovou činnost jak u vojenského tak i u a civilního leteckého personálu
- diagnostická činnost je zaměřena především na rychlé stanovení správné diagnózy, terapeutická činnost pak na možné doléčení a případný návrh dalších preventivních a léčebných opatření
- posudková činnost spočívá ve kvalifikovaném posuzování zdravotní způsobilosti nutné k výkonu příslušného speciálního povolání
- psychologické vyšetření je prováděno na akreditovaném pracovišti na podkladě požadavků Národního bezpečnostního úřadu

Veškerá činnost je poskytována kvalifikovaným zdravotnickým personálem jak ambulantně, tak i formou krátkodobé hospitalizace.

## Speciální zařízení
- Tlakové komory (mimo jiné též léčba pomocí hyperbarické oxygenoterapie)
- Letecké simulátory
- Magnetická rezonance
- Oddělení technického rozvoje